# Programa doble
Programa doble es el tercer disco del grupo vocal español El Consorcio, grabado en 1996.

## Canciones
1. Bossanova junto a ti - 3:21
2. Begin the begine - 4:02
3. Agua del pozo - 3:00
4. Bienvenido Mr. Marshall - 1:10
5. Yo te diré - 3:52
6. El día de los enamorados- 2:40
7. Marcelino pan y vino - 3:05
8. Comunicando - 2:40
9. Resistiré - 3:40
10. Suspiros de España - 3:11
11. Galletas Romagosa - 1:20
12. El pequeño tamborilero - 3:26
13. Al ponerse el sol - 2:51
14. El hombre es un ente abominable - 0:51